# Omloop Het Volk 1977
L'Omloop Het Volk 1977, trentaduesima edizione della corsa, si svolse il 5 marzo per un percorso di 201 km, con partenza ed arrivo a Gent. Fu vinto dal belga Freddy Maertens della squadra Flandria-Velda-Latina davanti all'olandese Jan Raas e all'altro belga Ludo Peeters.

## Ordine d'arrivo (Top 10)
| Pos. | Corridore              | Squadra                         | Tempo    |
| ---- | ---------------------- | ------------------------------- | -------- |
| 1    | Freddy Maertens        | Flandria-Velda-Latina           | 4h41'00" |
| 2    | Jan Raas               | Frisol-Thirion-Gazelle          | s.t.     |
| 3    | Ludo Peeters           | Ijsboerke-Colnago               | a 1'04"  |
| 4    | Jean-Luc Vandenbroucke | Peugeot-Esso-Michelin           | s.t.     |
| 5    | Eddy Merckx            | Fiat France                     | s.t.     |
| 6    | Walter Godefroot       | Ijsboerke-Colnago               | s.t.     |
| 7    | Patrick Sercu          | Fiat France                     | s.t.     |
| 8    | Roger De Vlaeminck     | Brooklyn                        | s.t.     |
| 9    | Eric Leman             | Carpenter-Zeepcentrale-Splendor | s.t.     |
| 10   | Wilfried Wesemael      | Frisol-Thirion-Gazelle          | s.t.     |